# Pecan Gap (Texas)
Pecan Gap es una ciudad ubicada en el condado de Delta en el estado estadounidense de Texas. En el Censo de 2010 tenía una población de 203 habitantes y una densidad poblacional de 123,63 personas por km².

## Geografía
Pecan Gap se encuentra ubicada en las coordenadas 33°26′20″N 95°51′11″O / 33.43889, -95.85306. Según la Oficina del Censo de los Estados Unidos, Pecan Gap tiene una superficie total de 1.64 km², de la cual 1.62 km² corresponden a tierra firme y (1.1%) 0.02 km² es agua.

## Demografía
Según el censo de 2010, había 203 personas residiendo en Pecan Gap. La densidad de población era de 123,63 hab./km². De los 203 habitantes, Pecan Gap estaba compuesto por el 93.1% blancos, el 2.46% eran afroamericanos, el 0% eran amerindios, el 0% eran asiáticos, el 0% eran isleños del Pacífico, el 1.97% eran de otras razas y el 2.46% pertenecían a dos o más razas. Del total de la población el 3.94% eran hispanos o latinos de cualquier raza.